# Lingua waigali
Il Waigali, noto anche come Kalasha-Alā, è una lingua parlata da circa 11500 Kalasha che vivono nella valle del Waigal in Afghanistan nella Provincia di Nurestan. L'Endonimo è Kalaṣa-alâ (Lingua Kalasha).  "Waigali" fa riferimento al dialetto della tribù Väy dell'alta valle del Waigal, centrata sulla città di Waigal, che si differenzia dal dialetto dei Čima-Nišei, popolazione che vive la bassa valle.
Il termine 'Kalasha' è il nome generico per tutti i locutori delle lingue nuristani meridionali, e condivide il nome con la Lingua kalasha (Kalash-mun) parlata nel Distretto di Chitral nel Pakistan meridionale, ma le due lingue appartengono a rami diversi dell'Indo-Iraniano.
Secondo il linguista Richard Strand i Kalasha di Chitral, hanno adottato il nome della lingua dei Nuristani Kalasha, che in un momento sconosciuto, avevano esteso la loro influenza fino alla regione del sud Chitral.
Il Waigali appartiene al gruppo delle Lingue nuristani della Famiglia linguistica Indo-Iraniana.
Il Waigali è la più meridionale delle Lingue nuristani, ed è piuttosto simile alla Lingua tregami, parlata più a nord-ovest, con cui condivide tra il 75% e l'80% di similarità lessicali.
Secondo Glottolog ha tre dialetti: chima-nishey, warjan, e zemiaki.